# Чемпіонат Польщі з футболу 1926
5-й чемпіонат Польщі з футболу проводився серед переможців регіональних турнірів. У змаганні брали участь дев'ять команд. Формат чемпіонату передбачав проведення попереднього турніру у трьох групах (по 3 команди у кожній) і фінального раунду за груповою системою.
Чемпіоном Польщі 1926 року став львівський клуб «Погонь». Для команди цей чемпіонський титул став четвертим в історії. Найкращим бомбардиром турніру стали два гравці команди-чемпіона — Юзеф Гарбень і Вацлав Кухар забили по 11 голів у ворота суперників.

## Західна група
| Місце | Команда           | О | І | В | Н | П | М+ | М- |
| ----- | ----------------- | - | - | - | - | - | -- | -- |
| 1.    | «Варта» (Познань) | 8 | 4 | 4 | 0 | 0 | 18 | 4  |
| 2.    | КТЛ (Лодзь)       | 2 | 4 | 1 | 0 | 3 | 6  | 10 |
| 3.    | «Рух» (Хожув)     | 2 | 4 | 1 | 0 | 3 | 4  | 14 |

## Південна група
| Місце | Команда               | О | І | В | Н | П | М+ | М- |
| ----- | --------------------- | - | - | - | - | - | -- | -- |
| 1.    | «Погонь» (Львів)      | 8 | 4 | 4 | 0 | 0 | 24 | 2  |
| 2.    | «Краковія» (Краків)   | 4 | 4 | 2 | 0 | 2 | 23 | 7  |
| 3.    | «Люблінянка» (Люблін) | 0 | 4 | 0 | 0 | 4 | 1  | 39 |

## Північна група
| Місце | Команда             | О | І | В | Н | П | М+ | М- |
| ----- | ------------------- | - | - | - | - | - | -- | -- |
| 1.    | «Полонія» (Варшава) | 8 | 4 | 4 | 0 | 0 | 20 | 2  |
| 2.    | ТКС (Торунь)        | 4 | 4 | 2 | 0 | 2 | 15 | 8  |
| 3.    | ВКС (Вільно)        | 0 | 4 | 0 | 0 | 4 | 2  | 27 |

## Фінальний етап
| Місце | Команда             | О | І | В | Н | П | М+ | М- |
| ----- | ------------------- | - | - | - | - | - | -- | -- |
| 1.    | «Погонь» (Львів)    | 6 | 4 | 2 | 2 | 0 | 13 | 5  |
| 2.    | «Полонія» (Варшава) | 3 | 4 | 1 | 1 | 2 | 9  | 8  |
| 3.    | «Варта» (Познань)   | 3 | 4 | 1 | 1 | 2 | 7  | 16 |

## Склад чемпіона
«Погонь» (Львів): воротар — Богуслав Ляхович: польові гравці — Мечислав Бач, Станіслав Дойчманн, Броніслав Фіхтель, Юзеф Гарбень, Францишек Гебартовський, Кароль Ганке, Генрік Губель, Вацлав Кухар, Влодзимеж Лисик, Владислав Олеарчик, Людвік Шабакевич, Жигмонт Уріх, Роман Визиковський.

## Найкращі бомбардири
- Юзеф Гарбень («Погонь»), Вацлав Кухар («Погонь») — 11
- Мечислав Бач («Погонь»), Юзеф Кубіньський[pl] («Краковія»), Владислав Пжибиш[pl] («Варта»), Александер Тупальський[pl] («Полонія») — 7